# Oratorio de Noël (Saint-Saëns)
L'Oratorio de Noël, opus 12, est une cantate écrite en 1858 par Camille Saint-Saëns. Le texte est tiré à la fois de l'Ancien Testament (Psaumes, Livre de Jérémie, Livre d'Isaïe) et du Nouveau Testament (Évangiles de Jean et de Luc).
Il a été créé le 24 décembre 1858 en l'église de la Madeleine à Paris, sous la direction du compositeur.

## Effectif musical
L’œuvre est écrite pour cinq solistes (soprano, mezzo-soprano, alto, ténor et baryton), chœur mixte, orgue, harpe et orchestre à cordes. 

## Mouvements
- 1. Prélude dans le style de Bach (orgue et cordes)
- 2. Récitatif : Et pastores erant (Lc 2:8-14) (soprano, alto, ténor, baryton, orgue et cordes)
- 2a. Chœur : Gloria in altissimis (chœur, orgue et cordes)
- 3. Air : Exspectans expectavi (Ps 39:2) (mezzo-soprano, orgue et cordes)
- 4. Air et chœur : Domine, ego credidi (Jn 11:27) (ténor, chœur de dames, orgue et cordes)
- 5. Duo : Benedictus (Ps 117:26-28) (soprano, baryton, orgue et harpe)
- 6. Chœur : Quare fremuerunt gentes  (Ps 2:1-2 suivi de la doxologie Gloria Patri) (chœur, orgue et cordes)
- 7. Trio : Tecum principium (Ps 109:3) (soprano, ténor, baryton, orgue et harpe)
- 8. Quatuor : Laudate coeli (Is 49:13) (soprano, mezzo-soprano, alto, baryton, orgue et cordes)
- 9. Quintet et chœur : Consurge, filia Sion (Jr 2:19; Es 62:1) (soprano, mezzo-soprano, alto, ténor et baryton, chœur, orgue, cordes et harpe)
- 10. Chœur : Tollite hostias (Ps 95-96) (chœur, orgue et cordes).

## Discographie
| Chef d'orchestre       | Solistes | Choeur et orchestre                                                        | Orgue                         | Harpe              | date       | Label                                              |
| ---------------------- | --- | -------------------------------------------------------------------------- | ----------------------------- | ------------------ | ---------- | -------------------------------------------------- |
| Diethard Hellman       | Verena Schweizer, Soprano Edith Wiens, Soprano Helena Jungwirth, Alto Friederich Melzer, Ténor Kurt Widmer, Basse               | Bachchor & Bachcorchester Mainz                                            | Hans-Joachim Bartsch          | Barbara Biermann   | 1976       | Calig report Profil (Édition Günter Hänssler) 2005 |
| Sylvain Cambreling     | Michèle Lagrange, Soprano Annie Tasset, Mezzo-soprano Georges Gauthier, Ténor Hanna Schaer, Contralto Paul Guigue, Baryton      | Le Madrigal de Lyon Orchestre de Chambre de Lyon                           | Paul Coueffé                  | Germaine Lorenzini | 1981       | Arion Grand Prix de l'Académie du Disque Lyrique   |
| Anders Eby             | Anne Sophie von Otter, Mezzo-soprano Britt-Marie Aruhn, Soprano Erlan Hagegård, Ténor Ulf Lundmark, Basse Ing-Mari Landin, Alto | Royal Opera Theater Orchestra The Michael Chamber Choir                    | Lars Hagström                 | Karin Langebo      | 1981       | Proprius Musik AB 1994                             |
| Piet Kiel Jr           | Marja Pool, Alto Arthur Schildmeyer, Basse Hélène Verslot, Mezzo-soprano Wendela Bronsgeet, Soprano Jos Van Der Lans, Ténor     | L'Estro Armonico                                                           | Piet Halsema                  | Frieda Kahn        | 1983       | Larigot                                            |
| Martin Flämig          | Elisabeth Wilke Armin Ude Egbert Junghanns Annette Market Juta Zoff Ute Selbig                                                  | Dresdner Kreuzchor Dresdner Philarmonic                                    | Michael-Christfried Winkler   |                    | 1987       | Capriccio                                          |
| Jean-Louis Petit       | Claire Louchet, Soprano Marie-Madelein Lauvin, Mezzo-soprano Danielle Michel, Alto Hervé Lamy, Ténor Marc Thoron, Basse         | Ensemble Polyphonique de Versailles Ensemble instrumental de Ville d'Avray | Jean-Michel Louchart          |                    | 1993       | REM                                                |
| Michael Weber          | Hendrik Ritter, Ténor Steffen-Friedl-Schneider, Baryton Traudl Well, Soprano Andrea Forscher, Mezzo-soprano Ulla Teich, Alto    | Cor der Evangelischen Gemeinde Hemsbach/sulzbach Lukas Kamerata Mannheim   | Andreas Well                  |                    | 10/12/1995 | SFS                                                |
| Alexandros Myrat       | Julia Souglakou Marina Fideli, mezzo-soprano Marina Ferreira Vanghelis Hatzisimos, tenor Christoforos Stabogli, bass            | Greek Radio and Television Choir La Camerata                               | Martin Haselböck              | Ion Ivan-Roncea    | 1997       | DOM                                                |
| Sven-Ingvart Mikkelsen | Tinebeth Hartkopf, Soprano Bolette Bruno Hansen et Lilly Schulz, Mezzo-soprano June Lund, Ténor Lars Fentz Krogh, Basse         | Logumkloster Vokal Ensemble                                                | Bent Sorensen                 | Joost Schelling    | 1998       | CD Scandinavian Classics                           |
| Jorge-Hannes Hahn      | Anna Maria Friman, Soprano Aleksandra Lustig, Mezzo-soprano Patricia Wagner, Alto Andreas Wagner, Ténor Tobias Schabe, Bassel   | Cantus Stuttgart Bachor Stuttgart Bachorchester Stuttgart                  | Peter Kranfoed Rie Hiroe-Lang |                    | 2005       | Cantate                                            |
| Holger Speck           | Antonia Bourvé, Soprano Gundula Schneider, Mezzo-soprano Sabine Czinczel, Alto Marcus Ullman, Ténor Jens Hamann, Baryton        | Vocalensemble Rastatt Les Favorites                                        | Romano Giefer                 |                    | 2006       | Carus                                              |
| Ralf Otto              | Simona Houda Saturova Regina Pätzer Hans Jörge Mammel Florian Boesch                                                            | Bachchor Mainz L'Arpa Festante München                                     |                               |                    | 2007       | Deutsche Harmonia Mundi                            |
| Tim Keyes              | Justin Connors, Ténor Victoria Lotkowictz, Mezzo-soprano Gary Gavula, Bariton Elisa Rush, Soprano                               | The Keyes Consort                                                          |                               |                    | 2008       | ALLMUSIC PLAY VOD                                  |
| Roberto Molinelli      | | Orchestra da Camera delle Marche Coro Colombati Città di Pergola           |                               |                    | 2009       | You Tube TheRMstaff                                |
| Christoph Poppen       | Ruth Ziezak, Soprano Anja Schlosser, Mezzo-soprano Claudia Mahnke, Mezzo-soprano James Taylor, Ténor Nikolai Borchev, Baryton   | Saarbrüken, Chor & Orchestra                                               |                               |                    | 2008       | DVD 16222                                          |